# Олег Молдован
Олег Молдован (Кишињев, 27. октобар 1966), је спортиста из Молдавије који се такмичи у стрељаштву. На Олимпијским играма у Сиднеју 2000. освојио је сребрну медаљу за Молдавију у дисциплини 10м покретне мете. На Олимпијским играма дебитовао је 1988. под заставом Совјетског Савеза када је заузео 14. место у дисциплин 50м покретне мете. За Молдавију се такмичио и на Олимпијским играма 1996. када је заузео 9. место, и 2004. када је био 14. у дисциплини 10м покретне мете. На церемонији отвараља Олимпијских игара у Атини 2004. носио је заставу Молдавије.